# Charmoy (Yonne)
Charmoy es una localidad y comuna francesa situada en la región de Borgoña, departamento de Yonne, en el distrito de Auxerre y cantón de Migennes.

## Demografía
| 316 | 386 | 368 | 375 | 407 | 381 | 437 | 445 | 427 | 406 | 400 | 409 | 400 | 388 | 396 | 397 | 344 | 378 | 409 | 398 | 384 | 430 | 494 | 564 | 646 | 597 | 628 | 795 | 1 150 | 1 207 | 1 192 | 1 209 | 1 217 |
| Para los censos de 1962 a 1999 la población legal corresponde a la población sin duplicidades (Fuente: INSEE [Consultar]) |     |     |     |     |     |     |     |     |     |     |     |     |     |     |     |     |     |     |     |     |     |     |     |     |     |     |     |       |       |       |       |       |

Forma parte de la aglomeración urbana de Migennes.